# Сажки (зупинний пункт)
Сажки́ — пасажирський залізничний зупинний пункт Жмеринської дирекції Південно-Західної залізниці на одноколійній неелектрифікованій лінії Вінниця — Гайсин між станціями Немирів (5 км) та Кароліна (5 км). Розташований поблизу однойменного села Вінницького району Вінницької області. Найближчі села: Озеро (1,5 км), Сорокотяжинці (1 км), Данилки (3 км).

## Пасажирське сполучення
З 5 жовтня 2021 року на зупинному пункті Садки відновлено рух приміських поїздів сполученням Вінниця — Гайворон.

## Цікаві факти
Дана зупинка має широкий потенціал для збільшення пасажиропотоку, адже в пішохідній доступності розташована визначна пам'ятка трипільської культури, одне із Семи чудес Вінниччини — Немирівське городище.